# جائزة موناكو الكبرى 1963
جائزة موناكو الكبرى 1963 هو سباق فورمولا 1 أقيم بتاريخ 26 مايو 1963 في حلبة موناكو، مونت كارلو. كان الأول من أصل 10 في بطولة العالم لسباقات الفورمولا واحد موسم 1963. حلّ البريطاني غراهام هيل أولا بينما جاء الأمريكي ريتشي جينثر في المركز الثاني وحصل على المركز الثالث بروس ماكلارين.